# Provincia de Hwanghae del Norte
Hwanghae del Norte es una provincia de la República Popular Democrática de Corea. Se formó en 1954, cuando la antigua provincia de Hwanghae se dividió en Hwanghae del Norte y del Sur. Limita con Pionyang y Pyongan del Sur al norte, con Kangwon al este, con la región industrial de Kaesong y con la provincia de Gyeonggi, en Corea del Sur, al sur, y con Hwanghae del Sur al suroeste. La capital provincial es Sariwŏn.
En 2003, la ciudad de Kaesong, de gobierno directo (Chikhalsi Kaesong) pasó a formar parte de Hwanghae del Norte. Posteriormente, en 2019, fue promovida como Ciudad Especial (Kaesong T'ŭkpyŏlsi). Por lo tanto, volvió a separarse de Hwanghae del norte.

## Toponimia
Hwanghae del Norte (en coreano, Hwanghaebuk-to) significa literalmente "provincia del norte del Mar Amarillo".

## Población y territorio
El censo del año 2005 indica que la población de esta provincia era de 1.740.639 personas. Considerando que la superficie de Hwanghae del Norte es de 9.199 kilómetros cuadrados, se deduce que la densidad poblacional de la provincia es de 189 habitantes por cada kilómetro cuadrado.

## Lugares de interés
Hwanghae del Norte conserva muchos restos históricos como el yacimiento de la capital de la dinastía Koryo en Kaesong. La provincia también alberga las tumbas de muchos de los monarcas Koryo, siendo las más famosas las tumbas de los reyes Taejo y Kongmin, aunque otras se encuentran repartidas por Kaesong y el condado de Kaepung.
Kaesong también alberga la Fortaleza de Taehungsan de la era Koguryo, construida para proteger la capital del reino, Pionyang, y que encierra el famoso Templo Kwanum. Cerca de Sariwin se encuentra la famosa Fortaleza Jongbangsan, otra plaza fuerte de Koguryo para defender de Pionyang. Esta fortaleza comprende el templo budista Songbulsa, del siglo IX, uno de los más antiguos y pintorescos del país.
- Datos: Q109342
- Multimedia: Hwanghaebuk-to / Q109342